# Ходырев, Владимир Яковлевич
Влади́мир Я́ковлевич Хо́дырев (19 мая 1930, Сталинград, Нижне-Волжский край — 28 июля 2024, Санкт-Петербург) — советский партийный, государственный деятель, российский общественный деятель, президент Санкт-Петербургской региональной общественной организации «Научно промышленная ассоциация „Тетраполис“» с 1990 года. Президент некоммерческого партнёрства «Транспортный союз Северо-Запада». Председатель Совета банка «Тетраполис» (г. Санкт-Петербург). Председатель Ленгорисполкома (1983—1990).

## Биография
Родился в Сталинграде 19 мая 1930 года. Там же проживал во время Великой Отечественной войны, будучи свидетелем, а иногда и непосредственным участником обороны города.
В 1953 году окончил Ленинградское высшее морское училище имени адмирала С. О. Макарова, обучался в аспирантуре. В 1954 году вступил в КПСС.
В 1955—1957 годах — штурман дизель-электрохода «Лена». Участвовал в первой советской Антарктической экспедиции, в строительстве станции Мирный в 1956 году.
С 1957 года работал младшим научным сотрудником, начальником сектора в Центральном научно-исследовательском институте морского флота (ЦНИИМФ).
В 1961—1966 годах — инструктор отдела транспорта и связи Ленинградского обкома КПСС, курировал морской и речной флот.
В 1966 году временно ушёл с партийной работы в Ленинградский институт водного транспорта (ЛИВТ), где создал сектор проектирования судов типа «река — море» и факультет судоводителей для этих судов. Избран секретарём парткома ЛИВТ. Затем — первый секретарь Смольнинского райкома КПСС города Ленинграда. В 1972 году назначен директором ЦНИИМФ.
С 1974 года — первый секретарь Смольнинского райкома КПСС Ленинграда, позже стал заведующим отделом науки и учебных заведений в Ленинградском обкоме. С 1979 года работал секретарём, с 1980 года — вторым секретарём Ленинградского горкома, с 1982 года — вторым секретарём обкома КПСС.
21 июня 1983 года был избран председателем исполнительного комитета Ленинградского городского Совета народных депутатов.
В годы работы на этой должности В. Я. Ходырев большое внимание уделял проблеме транспортной инфраструктуры города. Так, в этот период были открыты новые станции метрополитена: «Рыбацкое», «Площадь Александра Невского-2», «Красногвардейская», «Ладожская», «Проспект Большевиков», «Улица Дыбенко», «Озерки», «Проспект Просвещения». Обновлён аэровокзал «Пулково-2». Началось строительство комплекса защитных сооружений Ленинграда от наводнений. Кроме этого, построены новые учебные корпуса Ленинградского государственного университета. Начата передача храмов Ленинграда верующим. Приняты первые постановления о возвращении улицам города исторических наименований. Созданы первые совместные предприятия: «Лентэк», «Ленимпэкс», «Ленвест». Зарегистрирована первая Ассоциация коммерческих банков. Установлен памятник М. В. Ломоносову на Менделеевской линии.
3 апреля 1990 года освобождён от работы в соответствии с личным заявлением.
Избирался депутатом Верховного Совета СССР 10-го и 11-го созывов (1983—1989), членом ЦК КПСС (1986—1990).
В 1996 году баллотировался на пост губернатора Санкт-Петербурга, по результатам голосования занял 7-е место.
В 2008 году выдвигался городским Законодательным собранием на звание Почётного гражданина Санкт-Петербурга. Однако незадолго до голосования Ходырев снял свою кандидатуру, объяснив это тем, что поскольку самая многочисленная фракция «Единая Россия» будет голосовать за своё предложение, он не считает возможным, чтобы представление некоторых заслуженных граждан города в третий раз не получило поддержки в ЗАКСе. В том году Почётными гражданами были избраны генеральный директор ОАО «Метрострой» В. Н. Александров, академик Н. П. Бехтерева и футбольный тренер Д. Адвокат.
С 2011 года — президент некоммерческого партнёрства «Транспортный союз Северо-Запада» — добровольного объединения юридических лиц, отраслевых союзов и ассоциаций всех видов транспорта, транспортного строительства, дорожного хозяйства и экспедиторов, желающих своими усилиями способствовать осуществлению целей консолидации и координации деятельности транспортников Северо-Запада России по защите членов партнёрства в государственных и муниципальных органах власти, органах управления, международных организациях и объединениях, повышению конкурентоспособности предприятий транспортного комплекса и связи, защиты экономических и финансовых интересов партнёрства.
Действительный государственный советник Санкт-Петербурга III класса. Кандидат технических наук. Автор ряда изобретений. Академик Санкт-Петербургской инженерной академии и Международной академии человека и экологии. Председатель Санкт-Петербургского общественно-политического движения транспортников; член президиума Союза промышленников и предпринимателей Санкт-Петербурга; член Союза российских судовладельцев; член Морского собрания Санкт-Петербурга; член Президиума общественного движения «Промышленность Санкт-Петербурга»; сопредседатель Всероссийского земского союза; председатель правления СРО НП «ЭнергоСтандарт». Советник первого председателя Комитета по промышленной политике и инновациям Санкт-Петербурга М.С. Мейксина. Внес большой вклад в развитие промышленности Санкт-Петербурга.
В 2015 году стал идейным вдохновителем первой в мире виртуальной интерактивной энциклопедии реконструкции событий Великой Отечественной войны "Путь к Победе 1941-1945", разработанной АО "АКБ "Якорь". Основой проекта стали интерактивные анимированные трехмерные карты военных действий, сопровожденные документальной информацией, кино-, фото- и аудиодокументами. 6 мая 2015 г. в преддверии 70-летия Великой Победы в трех городах-героях – Санкт-Петербурге (Ленинграде), Москве и Севастополе – в формате телемоста прошла презентация первой части Интерактивной виртуальной энциклопедии Великой Отечественной войны «Путь к Победе 1941-1945». В первую часть энциклопедии были включены те сражения, за которые Ленинграду, Москве и Севастополю присвоили высокие звания городов-героев. 26 января 2016 года в Президентской библиотеке был представлен проект "Ленинград. Дорога жизни". История легендарной водно-ледовой трассы, воссозданная с помощью новейших информационных технологий интерактивной визуализации, стала частью виртуальной энциклопедии Великой Отечественной войны "Путь к Победе 1941–1945". В Энциклопедии внесены события и сражения Великой Отечественной войны, Второй мировой войны, информация о технике и вооружении СССР и Германии, униформе и знаках отличия СССР и Германии, личностях и героях, кино-, фото, аудиохроника.
25 мая 2022 года избран почётным гражданином Санкт-Петербурга.
Скончался в Санкт-Петербурге 28 июля 2024 года в возрасте 94 лет. Похоронен 30 июля на Богословском кладбище Санкт-Петербурга.

## Награды
Награждён государственными наградами:
- двумя орденами Трудового Красного Знамени,
- орденом «Знак Почёта»,
- орденом Октябрьской Революции,
- орденом Дружбы народов,
- орденом За заслуги перед Отечеством IV степени (19 мая 2020) — за достигнутые трудовые успехи и многолетнюю трудовую работу[9].
- орденом Почёта (15 мая 2010) — за многолетний добросовестный труд и активную общественную деятельность[10],

Также награждён многими медалями и орденом Сергия Радонежского III степени.